# 邪馬台国の秘密
『邪馬台国の秘密』（やまたいこくのひみつ）は、高木彬光の推理小説。

## 概要
高木彬光作品の中のベストセラー小説のひとつである。1972年（昭和47年）、光文社版「高木彬光長編推理小説全集」の刊行の中の第15巻の『都会の狼』と共に収録される『新作B』として書かれた。全集版は1974年1月の刊行で、改訂版が1976年9月に東京文藝社から刊行の後、1979年4月刊行で角川文庫に収録されている。カッパ・ノベルス版が半年間で35万部販売された。ジョセフィン・テイの探偵がベッドで推理するというベッド・ディテクティヴ・スタイル（『時の娘』）を真似ており、同じタイプの作品には先行する『成吉思汗の秘密』、後に書かれた『古代天皇の秘密』などがある。
この作品は高く評価され、荒正人、大内茂男は“「歴史派」の推理小説として出色のものだと思う”“推理小説の臨界を極めたもので「純粋推理文学」が実現された”とそれぞれ評価している。
初版で方角の決定法において、初歩的なミスが見つかった。黄道修正説と作中でしめした、春分の日、秋分の日に太陽が真東から昇ってこないと神津恭介は誤解し、魏使の考察した東西南北は現在のそれとずれているとした。発売後、読者の指摘でミスが作者に連絡され、カッパ・ノベルス版が増刷する中で訂正がなされた。他の邪馬台国研究者から様々な指摘もあり、結果的に先行する説と類似したが、これについて高木は神津に「既に発表されている候補地に辿り着いても、その論拠や推理過程が重要」と語らせ、批判を一蹴している。邪馬台国の論考を執筆している松本清張との間でも、「論争」がおこなわれた。それらの指摘に対する反論は『邪馬壹国の陰謀』（日本文華社、1978年4月）と題して公刊されている。高木自身、「黄道修正説」に代わる新たな方位の指針を決定し、大幅に『邪馬台国の秘密』を加筆改稿した。その結果、初版では全18章だったものが、改稿新版では全22章になっている。

## ストーリー
名探偵神津恭介は急性肝炎で東大病院に入院する。友人の松下研三が「邪馬台国をテーマにして長編推理を書きたいのでこれが何処にあったのか推理してほしい」と頼み込んだ。大和か九州かの選択から『魏志倭人伝』の話になる。古くから候補地が挙がっているが、万人の説得できる説は出てこない。魏志の記述どおりになぞってゆくと、邪馬台国は海の中になってしまう……。